# Доходный дом Блиновых (флигель)
Доходный дом Блиновых — памятник градостроительства и архитектуры в историческом центре Нижнего Новгорода. Построен в 1853—1898 годы. Автор проекта не установлен.
Здание — бывший флигель комплекса торговых лабазов купцов Блиновых. Перестроено в 1898 году и превращено в доходный дом. Является частью исторической застройки древнейшей Рождественской улицы и памятником архитектуры поздней академической эклектики.

## История
С 1850-х годов участок в квартале между Софроновской площадью, улицей Рождественской, Нижней набережной Оки (сегодня — Нижневолжская набережная) и переулком Рождественским (сегодня — переулок Городецкий) принадлежал разным поколениям нижегородского купеческого рода Блиновых. В течение 1853—1854 годов семья выстроила на участке каменные лабазы, которые заняли всю западную сторону Софроновской площади.
Современный дом № 35 по улице Рождественской был одним из флигелей указанного архитектурного комплекса, имел три входных проёма арочного типа в первом этаже и три спаренных окна во втором по Софроновской площади и пять входных проёмов на первом этаже и пять окон во втором по улице Рождественской. От соседнего дома Есыревых (который на тот момент тоже принадлежал Блиновым) здание флигеля отделялось воротами, ведущими в замкнутый двор, внутри которого стоял ещё один каменный флигель, примыкавший к лабазам. В 1855 году он был надстроен третьим этажом по проекту архитектора Н. И. Ужумедского-Грицевича.
В 1898 году флигель на углу площади и улицы был перестроен и стал вплотную примыкать к соседним зданиям, включив в себя старые объёмы лабазов. При перестройке здание стало насыщено декором в духе поздней эклектики: появились кубоватые башенки над ризалитами, устроены балконы, металлический навес на столбиках над входом. В решении световых проёмов, особенно второго этажа со стороны Софроновской площади, прослеживаются черты, характерные для рационального модерна. В настоящее время часть экстерьера утрачена, в том числе балкон, тянувшийся по всему фасаду со стороны площади.

## Архитектура
Здание Г-образное в плане, каменное, двухэтажное со стороны парадных фасадов и трёхэтажное со стороны двора. Оба главных фасада имеют схожее архитектурное решение: пилястры между окнами украшает русты, более мощные во втором этаже; на пилястрах первого этажа выполнены вертикальные каннелюры; между первым и вторым этажами проходит профилированный пояс с фронтончиками на пилястрах.; окна второго этажа имеют профилированные тянутые наличники с закруглёнными верхними углами; выше расположен профилированный тянутый карниз, над которым находился кирпичный парапет, заменённый позже металлической решёткой, но с сохранением башенок. На фасадах имеются два ризалита, завершённые аттиками с круглыми ложными окнами. Ризалиты завершены куполообразными кровлями с башенками и шпилями.